# Сложени тактови
Сложени тактови су веће метричке целине које се образују комбиновањем више једноставаних (простих) тактова.

## Две врсте сложених тактова
Сложени тактови могу бити:
1. Правилно сложени тактови, састављени су од истоветних - дводелних или троделних - простих тактова, на пример:
44 = 24 + 24,   68 = 38 + 38   и т. сл.
Правилно сложени тактови се највише срећу у музичкој литератури.
2. Mешовито сложени тактови, образују се комбиновањем дводелних и троделних простих тактова, на пример:
54 = 24 + 34  или  34 + 24;  78 = 38 + 28 + 28  или  28 + 28 + 38;  98 = 28 + 28 + 28 + 38  (а могућне су и друкчије комбинације, зависно од тога на ком се месту налази тродел). 
Oвакви ритмови се често користе у народној музици. Погледај пример испод: